# Суперники (телесеріал)
«Суперники» (англ. Rivals) — це історичний комедійно-драматичний телесеріал, створений для Disney+ за мотивами однойменного роману Джиллі Купер. У головних ролях: Девід Теннант, Ейдан Тернер, Кетрін Паркінсон, Вікторія Смарфіт, Алекс Гасселл, Нафесса Вільямс, Белла Маклін, Емілі Атак та Денні Дайєр. Перший сезон вийшов 18 жовтня 2024 року. Серіал були продовжено на другий сезон у грудні 2024 року.

## Сюжет
У 1986 році між британським дворянином і членом парламенту Рупертом Кемпбелл-Блеком і вихідцем із буржуазії новобагатьком (хоча й одруженим зі «старими грошима») Тоні, лордом Беддінгемом, існує суперництво, яке проникає у світ незалежної комерційної телевізійної станції Беддінгема «Корініум», розташованої у вигаданому графстві Ратшир у регіоні Котсуолдс на південному заході Англії. Лорд Беддінгем запрошує американського продюсера Кемерон Кук, аби допомогти покращити програми «Корініуму», та наймає динамічного ірландського журналіста BBC Деклана О'Хару, чоловіка акторки Мод.

## У ролях

### Основний акторський склад
- Алекс Гасселл у ролі Руперта Кемпбелла-Блека, колишнього олімпійського спортсмена-конкуриста та відомого бабія, який зараз працює депутатом від Консервативної партії та міністром спорту. Незважаючи на зовнішню чарівність та вміння ладнати з людьми, він живе самотнім життям зі своїми собаками. Він також показаний як дуже турботливий друг.
- Девід Теннант у ролі Тоні, лорда Беддінгама, безжального головного виконавчого директора регіональної станції «Корініум». У нього роман із Кемерон. Він намагається використати Деклана у своїй війні проти Руперта.
- Ейдан Тернер у ролі Деклана О'Хари, темпераментного ірландського колишнього журналіста BBC, якого «Корініум» запрошує вести власне шоу на початку серіалу. Побачивши справжнє обличчя Тоні, він залишає «Корініум», щоб заснувати власну компанію. Спочатку у нього ворожі стосунки з Рупертом, але поступово вони стають друзями та довіреними колегами.
- Вікторія Смарфіт у ролі Мод О'Хари, дружини Деклана та колишньої акторки, чий шлюб відновлюється після роману, який у неї був до серіалу, і яка відома своїм фліртом з іншими чоловіками. Її чоловік-трудоголік нехтує нею, і вона почувається пригніченою у своєму новому житті.
- Нафесса Вільямс у ролі Кемерон Кук, американської телепродюсерки, яка працює на станції «Корініум» та має роман з Тоні.
- Белла Маклін у ролі Агати «Теґґі» О'Хари, нехтуваної середньої дитини Деклана та Мод, яка мріє відкрити власну кейтерингову компанію. У неї склалося кілька поганих перших вражень про Руперта, але поступово вона закохується в нього, проводячи більше часу разом.
- Кетрін Паркінсон у ролі Ліззі Верекер, авторки любовних романів та мешканки Ратшира, яка є доброю подругою Руперта. Її чоловік-нарцис нехтує нею, і вона звикла до його романів та браку уваги. У неї поступово розвивається романтичний зв'язок з Фредді.
- Олівер Кріс у ролі Джеймса Верекера, телеведучого на «Корініумі» та самозакоханого чоловіка Ліззі, у якого роман із Сарою.
- Денні Даєр у ролі Фредді Джонса, успішного бізнесмена в галузі електроніки, який самостійно досяг успіху та проживає в Ратширі у шлюбі без кохання. Його приваблює Ліззі.
- Ліза Макгрілліс у ролі Валері Джонс, дружини Фредді, відомої кар'єристки, яка керує бутиком одягу в місті. Її часто висміюють за буржуазну відсутність смаку.
- Емілі Атак у ролі Сари Страттон, другої дружини та колишньої коханки депутата Пола Страттона, яка мріє стати телеведучою.
- Руфус Джонс у ролі Пола Страттона, британського депутата парламенту, який переживає кризу середнього віку та на початку серіалу опиняється втягнутим у скандал, пов'язаний з подружньою зрадою.
- Клер Рашбрук у ролі Моніки, леді Беддінгем, дружини Тоні, інтровертки, загалом не зацікавленої у справах свого чоловіка.
- Люк Паскуаліно в ролі Безіла «Баса» Беддінгема, молодшого та розпусного зведеного брата Тоні, власника місцевого бару.

### Акторський склад другого плану
- Габріель Тірні у ролі Патріка О'Хари, старшої дитини Деклана та Мод, який плекає почуття до Кемерона. Він — молодий ідеаліст.
- Катріона Чандлер у ролі Кейтлін О'Хари, наймолодшої дитини Деклана та Мод, яка навчається в школі-інтернат.
- Гері Ламонт у ролі Чарльза Ферберна, керівника програм на регіональній станції «Корініум», який має таємний роман з Джеральдом.
- Брайоні Ханна в ролі Дейрдре Кілпатрік, асистентки Джеймса Верекера в «Корініумі».
- Річ Кібл у ролі Браяна Хетерінгтона, директора на «Корініумі».
- Майло Каллаган у ролі Себа Берроуза, журналіста «Корініуму». Він пропонує стати шпигуном для компанії «Авантюрист» О'Хари, Кемпбелла-Блека і Джонса, але в результаті його звільняє Тоні. Він починає зустрічатися з Теггі.
- Лара Пік у ролі Дейзі Батлер, асистентки з виробництва у «Корініумі».
- Деніз Блек у ролі Джойс Медден, асистентки Тоні.
- Девід Колдер у ролі преподобного Фергуса Пенні, правої руки леді Гослінг.
- Губерт Бертон у ролі Джеральда Міддлтона, особистого помічника Руперта та консервативного політичного кандидата.
- Брендан Патрікс у ролі Генрі Гемпшира, представника місцевої аристократії Ратшира.
- Олівія Пуле у ролі Герміони Гемпшир, дружини Генрі.
- Гай Сінер у ролі єпископа Брентона, священика.
- Венді Албістон у ролі місіс Мейкпіс, економки та помічниці, найнятої кількома мешканцями Ратшира.
- Луї Ландау в ролі Арчі Беддінгема, сина-підлітка Тоні та Моніки.
- Меггі Стід у ролі леді Гослінг, стійкої та прямолінійної голови Незалежного управління мовлення (IBA).
- Аннабель Шолі в ролі Бітті Джонсон, журналістки, яка на початку серіалу перебуває у стосунках з Рупертом.
- Анастасія Гріффіт у ролі Гелен Гордон, колишньої дружини Руперта та матері його двох дітей.

## Виробництво
У серпні 2022 року стало відомо, що Disney+ планує восьмисерійну адаптацію роману Джиллі Купер «Суперники». Домінік Тредвелл-Коллінз увійшов до команди сценаристів та продюсерів, тоді як Купер та її літературний агент Фелісіті Блант стали виконавчими продюсерами шоу. Повідомлялося, що роману 1980-х років буде надано «сучасний акцент».
Провідним режисером є Елліот Хегарті, якого також вважають виконавчим продюсером 1-3 епізодів. Еліза Меллор є продюсером серіалу. Проєкт продюсує компанія Happy Prince, а Олександр Лемб, Лора Вейд та Лі Мейсон є виконавчими продюсерами. Вейд також є співавтором сценарію разом із Тредвелл-Коллінз; до кімнати сценаристів входять Софі Гудхарт, Марек Горн, Мімі Харе, Клер Нейлор, Дейр Айєгбайо, Кефі Чедвік, Трей Аг'єман та Сорча Курієн Волш.

### Кастинг
У березні 2023 року було оголошено, що Девід Теннант, Денні Дайер, Кетрін Паркінсон та Алекс Хасселл виконають головні ролі. Того ж місяця до акторського складу приєдналися Вікторія Смарфіт та Ейдан Тернер. У травні 2023 року акторський склад був поповнений Ларою Пік та Девідом Колдером.

### Знімання
Знімання серіалу розпочалися у березні 2023 року, і він був одним із перших проєктів, у яких використовувалася TBY2, нещодавно завершений об'єкт у студії The Bottle Yard Studios у Хенгроуві, Брістоль. Зйомки також проходили в Тетбері в Глостерширі у березні 2023 року. Зйомки другого сезону розпочалися 21 травня 2025 року.

## Випуск
Серіал вийшов у Великій Британії та за кордоном, включаючи Австралію, на Disney+ та у Сполучених Штатах на Hulu 18 жовтня 2024 року.

## Сприйняття

### Кількість переглядів
Стрімінговий агрегатор Reelgood повідомив, що серіал «Суперники» був десятим за кількістю переглядів у США протягом тижня з 10 жовтня. Він залишався на десятому місці протягом тижнів до 13 листопада.

### Критична відповідь
За перший сезон, веб-сайт агрегатора відгуків Rotten Tomatoes повідомив про рейтинг схвалення 95% із середнім рейтингом 7,8/10, заснований на 38 відгуках критиків. Консенсус критиків веб-сайту говорить: «Їдка зухвала комедія, «Суперники» роблять класову боротьбу та злісну поведінку захопливою для перегляду». Metacritic, який використовує середньозважену оцінку, присвоїв серіалу 84 бали зі 100 на основі 14 відгуків критиків, що вказує на «загальне визнання».